# Rheumaptera nigrifasciaria
Rheumaptera nigrifasciaria är en fjärilsart som beskrevs av John Henry Leech 1897. Rheumaptera nigrifasciaria ingår i släktet Rheumaptera och familjen mätare. Inga underarter finns listade.